# Navacerrada
Navacerrada est une commune d’Espagne, dans la communauté autonome de Madrid, située sur le versant sud de la sierra de Guadarrama.
Elle possède une petite station de ski.

## Sports

### Arrivées duTour d'Espagne
- 2022 :  Richard Carapaz
- 2009 : ...
- 2004 :  José Enrique Gutiérrez
- 1998 :  Andrei Zintchenko

### Climat
Navacerrada a un climat de type Cfb (Océanique) avec comme record de chaleur 32,0 °C le 18/6/2019 et comme record de froid −20,3 °C le 25/12/1962. La température moyenne annuelle est de 6,4 °C.
| Mois                              | jan.  | fév.  | mars  | avril | mai   | juin | jui. | août | sep. | oct.  | nov.  | déc.  | année   |
| --------------------------------- | ----- | ----- | ----- | ----- | ----- | ---- | ---- | ---- | ---- | ----- | ----- | ----- | ------- |
| Température minimale moyenne (°C) | −3,1  | −2,9  | −1,7  | −0,8  | 2,8   | 7,5  | 11,3 | 11,3 | 8,2  | 3,6   | 0,2   | −1,7  | 2,9     |
| Température moyenne (°C)          | −0,6  | −0,2  | 1,5   | 2,5   | 6,5   | 11,9 | 16,2 | 16,3 | 12,4 | 6,7   | 2,8   | 0,7   | 6,4     |
| Température maximale moyenne (°C) | 2     | 2,5   | 4,7   | 5,7   | 10,2  | 16,3 | 21,2 | 21,2 | 16,6 | 9,8   | 5,4   | 3,2   | 9,9     |
| Record de froid (°C)              | −18,2 | −18,6 | −14,7 | −11   | −8    | −3,4 | 0    | 0,2  | −3   | −7,6  | −11,8 | −20,3 | −20,3   |
| Record de chaleur (°C)            | 16,2  | 16,8  | 18,6  | 21,6  | 25,4  | 32   | 30,8 | 31,8 | 30,8 | 23,4  | 20    | 17    | 32      |
| Précipitations (mm)               | 141   | 116,4 | 92,5  | 137,6 | 141,5 | 71,4 | 33,3 | 24,5 | 63,3 | 143,1 | 185,8 | 175,5 | 1 325,8 |